# 脇リギオ
脇 リギオ（わき りぎお、1933年 - ）は多摩美術大学教授（2004年定年退官）で、写真家。京都生まれ。
日本大学芸術学部卒業。脇色彩写真研究所（1973年設立）を主宰。

## 主著書
- 「カラー写真全科 基礎編」朝日ソノラマ 1977年
- 「カラー写真全科 実技編」朝日ソノラマ 1977年
- 「写真の特殊表現技法」ダヴィッド社 1980年 ISBN 4-8048-0081-6
- 「新版 写真技術ハンドブック」ダヴィッド社 1984年 ISBN 4-8048-0165-0
- 「リゴグラム <幻想の風景>」ダヴィッド社 1998年 ISBN 4-8048-0215-0